# Indische Cricket-Nationalmannschaft in Südafrika in der Saison 2017/18
Die Tour der indischen Cricket-Nationalmannschaft nach Südafrika in der Saison 2017/18 fand vom 5. Januar bis zum 24. Februar 2018 statt. Die internationale Cricket-Tour war Bestandteil der Internationalen Cricket-Saison 2017/18 und umfasste drei Tests, sechs ODIs und drei Twenty20s. Südafrika gewann die Test-Serie 2–1, Indien die ODI-Serie 5–1 und die Twenty20-Serie 2–1.

## Vorgeschichte
Indien bestritt zuvor eine Tour gegen Sri Lanka, Südafrika eine Test-Serie gegen Simbabwe. Ursprünglich war geplant, dass Sri Lanka die Tour nach Südafrika zu diesem Zeitpunkt wahrnimmt, jedoch wurde dies durch den südafrikanischen Verband aus finanziellen Gründen abgelehnt. Aufgrund der Tour Sri Lankas nach Indien, die bis zum 24. Dezember andauerte, konnte Indien nicht den ursprünglich geplanten Boxing Day Test bestreiten. Dieser wurde stattdessen gegen Simbabwe ausgetragen.
Das letzte Aufeinandertreffen der beiden Mannschaften bei einer Tour fand in der Saison 2015/16 in Indien statt.

## Stadien
Die folgenden Stadien wurden für die Tour als Austragungsort vorgesehen:
| Stadion                  | Stadt          | Kapazität | Spiele                       |
| ------------------------ | -------------- | --------- | ---------------------------- |
| Centurion Park           | Centurion      | 22.000    | 2. Test; 2. & 6. ODI; 2. T20 |
| Sahara Stadium Kingsmead | Durban         | 25.000    | 1. ODI                       |
| Wanderers Stadium        | Johannesburg   | 34.000    | 3. Test; 4. ODI; 1. T20      |
| Newlands Cricket Ground  | Kapstadt       | 25.000    | 1. Test; 3. ODI; 3. T20      |
| Sahara Oval St George's  | Port Elizabeth | 19.000    | 5. ODI                       |

## Kaderlisten
Südafrika benannte seinen Test-Kader am 29. Dezember 2017, seinen ODI-Kader am 25. Januar und seinen Twenty20-Kader am 13. Februar 2018.
Indien benannte seinen Test-Kader am 4. Dezember, seinen ODI-Kader am 23. Dezember 2017 und seinen Twenty20-Kader am 28. Januar 2018.
| Test | Test | ODI | ODI | Twenty20 | Twenty20 |
| Südafrika | Indien | Südafrika | Indien | Südafrika | Indien |
| --- | --- | --- | --- | --- | --- |
| - Faf du Plessis (K) - Hashim Amla - Temba Bavuma - Theunis de Bruyn - Quinton de Kock (wk) - AB de Villiers - Dean Elgar - Keshav Maharaj - Aiden Markram - Morné Morkel - Chris Morris - Duanne Olivier - Lungi Ngidi - Andile Phehlukwayo - Vernon Philander - Kagiso Rabada - Dale Steyn | - Virat Kohli (K) - Ajinkya Rahane (VK) - Ravichandran Ashwin - Jasprit Bumrah - Shikhar Dhawan - Ravindra Jadeja - Dinesh Karthik - Bhuvneshwar Kumar - Hardik Pandya - Parthiv Patel - Cheteshwar Pujara - KL Rahul - Wriddhiman Saha (wk) - Mohammed Shami - Ishant Sharma - Rohit Sharma - Murali Vijay - Umesh Yadav | - Faf du Plessis (K) - Hashim Amla - Farhaan Behardien - Quinton de Kock (wk) - AB de Villiers - JP Duminy - Imran Tahir - Heinrich Klaasen - Aiden Markram - David Miller - Morné Morkel - Chris Morris - Lungi Ngidi - Andile Phehlukwayo - Kagiso Rabada - Tabraiz Shamsi - Khaya Zondo | - Virat Kohli (K) - Rohit Sharma (VK) - Jasprit Bumrah - Yuzvendra Chahal - Shikhar Dhawan - MS Dhoni (wk) - Shreyas Iyer - Kedar Jadhav - Dinesh Karthik - Bhuvneshwar Kumar - Manish Pandey - Hardik Pandya - Axar Patel - Ajinkya Rahane - Mohammed Shami - Shardul Thakur - Kuldeep Yadav | - JP Duminy (K) - Farhaan Behardien - Junior Dala - AB de Villiers - Reeza Hendricks - Christiaan Jonker - Heinrich Klaasen (wk) - David Miller - Chris Morris - Dane Paterson - Aaron Phangiso - Andile Phehlukwayo - Tabraiz Shamsi - JJ Smuts | - Virat Kohli (K) - Rohit Sharma (VK) - Jasprit Bumrah - Yuzvendra Chahal - Shikhar Dhawan - MS Dhoni (wk) - Bhuvneshwar Kumar - Dinesh Karthik - Manish Pandey - Hardik Pandya - Axar Patel - KL Rahul - Suresh Raina - Shardul Thakur - Jaydev Unadkat - Kuldeep Yadav |

## Tests

### Erster Test in Kapstadt
| 5. – 9. Januar Scorecard | Kapstadt | Südafrika 286 (73.1) & 130 (41.2) | – | Indien 209 (73.4) & 135 (42.5) |
|                          |          | Südafrika gewinnt mit 72 Runs     |   |                                |

### Zweiter Test in Centurion
| 13. – 17. Januar Scorecard | Centurion | Südafrika 335 (113.5) & 258 (91.3) | – | Indien 307 (92.1) & 151 (50.2) |
|                            |           | Südafrika gewinnt mit 135 Runs     |   |                                |

### Dritter Test in Johannesburg
| 24. – 28. Januar Scorecard | Johannesburg | Indien 187 (76.4) & 247 (80.1) | – | Südafrika 194 (65.5) & 277 (73.3) |
|                            |              | Indien gewinnt mit 63 Runs     |   |                                   |

## One-Day Internationals

### Erstes ODI in Durban
| 1. Februar Scorecard | Durban | Südafrika 269-8 (50)         | – | Indien 270-4 (45.3) |
|                      |        | Indien gewinnt mit 6 Wickets |   |                     |

### Zweites ODI in Centurion
| 4. Februar Scorecard | Centurion | Südafrika 118 (32.2)         | – | Indien 119-1 (20.3) |
|                      |           | Indien gewinnt mit 9 Wickets |   |                     |

### Drittes ODI in Kapstadt
| 7. Februar Scorecard | Kapstadt | Indien 303-6 (50)           | – | Südafrika 179 (40) |
|                      |          | Indien gewinnt mit 124 Runs |   |                    |

### Viertes ODI in Johannesburg
| 10. Februar Scorecard | Johannesburg | Indien 289-7 (50)                            | – | Südafrika 207-5 (25.3) |
|                       |              | Südafrika gewinnt mit 5 Wickets (D/L method) |   |                        |

### Fünftes ODI in Port Elizabeth
| 13. Februar Scorecard | Port Elizabeth | Indien 274-7 (50)          | – | Südafrika 201 (42.2) |
|                       |                | Indien gewinnt mit 73 Runs |   |                      |

Auf Grund von provokativem Verhalten wurde der südafrikanische Spieler Kagiso Rabada mit einer Geldstrafe belegt.

### Sechstes ODI in Centurion
| 16. Februar Scorecard | Centurion | Südafrika 204 (46.5)         | – | Indien 206-2 (32.1) |
|                       |           | Indien gewinnt mit 8 Wickets |   |                     |

## Twenty20 Internationals

### Erstes Twenty20 in Johannesburg
| 18. Februar Scorecard | Johannesburg | Indien 203-5 (20)          | – | Südafrika 175-9 (20) |
|                       |              | Indien gewinnt mit 28 Runs |   |                      |

### Zweites Twenty20 in Centurion
| 21. Februar Scorecard | Centurion | Indien 188-4 (20)               | – | Südafrika 189-4 (18.4) |
|                       |           | Südafrika gewinnt mit 6 Wickets |   |                        |

### Drittes Twenty20 in Kapstadt
| 24. Februar Scorecard | Kapstadt | Indien 172-7 (20)          | – | Südafrika 165-6 (20) |
|                       |          | Indien gewinnen mit 7 Runs |   |                      |